# Pero dularia
Pero dularia là một loài bướm đêm trong họ Geometridae.